# Gräfelfing

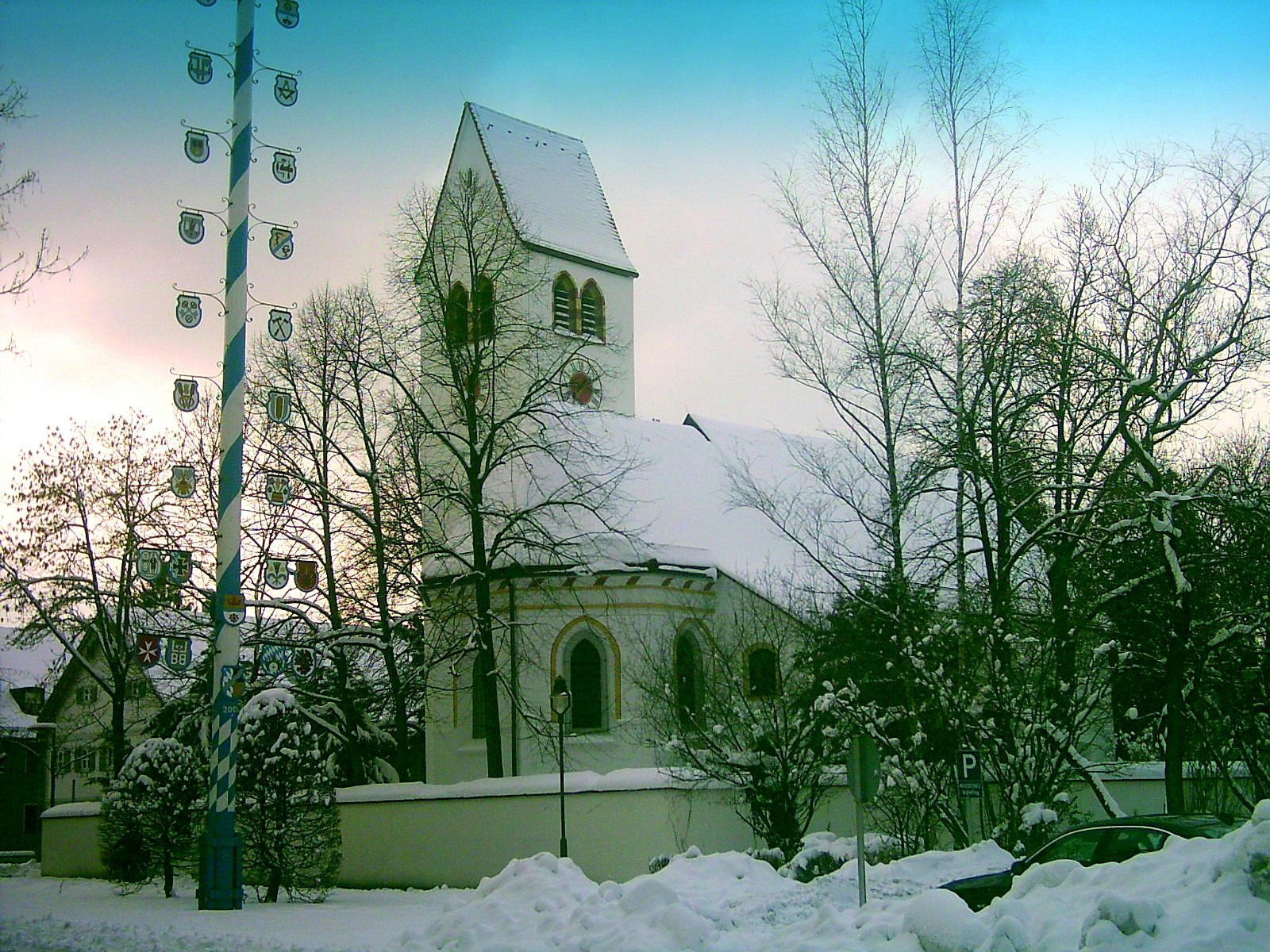
Kościół pw. św. Stefana (St. Stephanus)

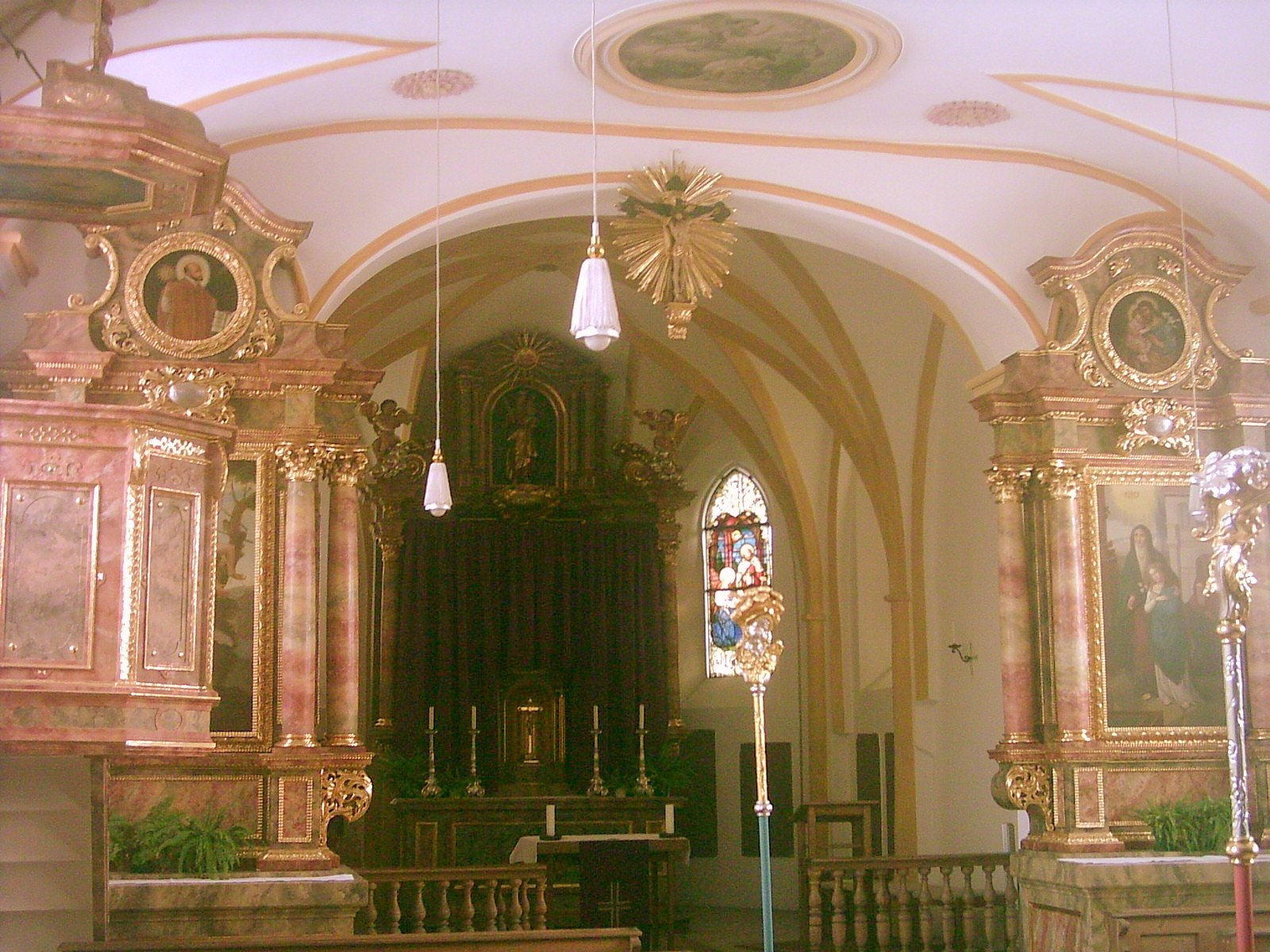
Wnętrze kościoła

Gräfelfing – miejscowość i gmina w Niemczech, w kraju związkowym Bawaria, w rejencji Górna Bawaria, w regionie Monachium, w powiecie Monachium. Leży około 10 km na zachód od centrum Monachium, nad rzeką Würm, przy autostradzie A96 i linii kolejowej InterCity Monachium – Garmisch-Partenkirchen - Innsbruck.

## Demografia
- 1870: 289
- 1900: 465
- 1935: 3 512
- 1950: 9 924
- 1973: 13 308
- 1999: 13 109
- 2005: 13 001
- 2007: 12 738

### Struktura wiekowa
Dane o ludności z 31 grudnia 2008:
| Opis                                | Ogółem | Ogółem | Kobiety | Kobiety | Mężczyźni | Mężczyźni |
| ----------------------------------- | ------ | ------ | ------- | ------- | --------- | --------- |
| Jednostka                           | osób   | %      | osób    | %       | osób      | %         |
| Populacja                           | 12 821 | 100    | 6726    | 52,46   | 6095      | 47,54     |
| Wiek przedprodukcyjny (0–17 lat)    | 2309   | 18,01  | 1142    | 8,91    | 1167      | 9,1       |
| Wiek produkcyjny (18–65 lat)        | 7301   | 56,95  | 3784    | 29,51   | 3517      | 27,43     |
| Wiek poprodukcyjny (powyżej 65 lat) | 3211   | 25,04  | 1800    | 14,04   | 1411      | 11,01     |

## Polityka
Wójtem gminy jest Christoph Göbel, rada gminy składa się z 24 osób.
|      | CSU | SPD | Zieloni/UL | IGG | BVGL | FDP | AG | Razem |
| 2008 | 10  | 2   | 2          | 4   | 3    | 1   | 2  | 24    |
| 2002 | 8   | 2   | 2          | 7   | 4    | 1   | -  | 24    |